# Сем Філліпс
Се́мюель Корні́ліус Фі́лліпс (англ. Samuel Cornelius Phillips, скор.: Сем Філліпс англ. Sam Phillips, 5 січня 1923, Флоренс, Алабама — 30 червня 2003, Мемфіс, Теннессі) — виробник платівок, який відіграв важливу роль у виникненні жанру рок-н-рол як провідної форми популярної музики у 1950-х роках. Йому передусім приписують «відкриття» Елвіса Преслі та інших відомих «зірок» жанрів ритм-енд-блюз та рок-н-рол того ж періоду (зокрема Біллі Лі Райлі).
Здобув середню освіту у місцевому «Коффі гай-скул» (англ. Coffee High School).
2002 року отримав Премію Фонду Блюзу за досягнення впродовж життя за видатний внесок в галузі блюзу.
Його ім'я внесене до Залу слави рокабіллі.